# 経済開発
経済開発（けいざいかいはつ、英：Economic Development）とは、途上国地域の国民経済を経済指標の上で発展させる開発政策をいう。そもそも「開発」を指す英単語と、「発展」を指す英単語はともに「development」であり、後者のニュアンスを自動詞的に表すときは「経済発展」ともいう。一方、「経済開発」と言ったときは、開発政策の実施者が対象地域に対して働きかけるという他動詞的な意味合いがある。

## 国際開発論における経済開発
国際開発論においては、第二次世界大戦中～以後に戦後復興のために成立した開発経済学が、経済開発の理論と実践を両面から裏付けている学理的根拠となっている。
　具体的には、1980年代特に実施された世界銀行およびIMFが中心となった途上国に対する借款政策（構造調整プログラム）が挙げられる。当時、開発経済学においてはトリックルダウン仮説（Tricle-down Hypothesis）に基づく新自由主義的な戦略が支持されていた。それに基づき、途上国の市場経済の潜在的機能を活性化させ、一時的に資本を投下することにより、被援助部門から後方連関を期待して、経済水準の上昇を目指した。
また、最近では、以上のようなマクロ経済的政策のみならず、家計や個人を対象にした“開発のミクロ経済学”や、潜在能力アプローチに基づくセンコノミックス（アマルティア・センが展開した一連の経済理論・経済思想を揶揄した言い方）などにオルタナティヴな経済開発論を見出す向きがある。

## 経済開発に対する批判
- 経済開発を推し進めるための具体的な構造調整プログラムは、予想された効果を十分に得られなかった。
- それどころか、ラテンアメリカにおけるメキシコを発端とした対外累積債務問題や、アフリカ諸国の国際収支の慢性的赤字などの問題、および、途上国地域内における国民経済レベルでの経済格差を助長しているという意見もある。
- 経済開発を推し進めることは、環境破壊につながる可能性がある。環境保全は、開発と同じくらい大切な今日的グローバル・イシューの一つであり、開発と環境のジレンマを無視することはできない。